# Ambrosia johnstoniorum
Ambrosia johnstoniorum là một loài thực vật có hoa trong họ Cúc. Loài này được Henrickson mô tả khoa học đầu tiên năm 1980.